# Corte d'Assise (film)
Corte d'Assise è un film del 1931 diretto da Guido Brignone, che ne curò anche la sceneggiatura e il montaggio. Il dramma, di ambientazione giudiziaria, è il secondo film sonoro italiano ad essere distribuito dopo La canzone dell'amore ed è anche considerato il primo film italiano di genere poliziesco.

## Trama

Durante una sessione notturna della lavorazione

Il banchiere Adolfo Calandri viene ucciso con un colpo di pistola nel parco di una villa nella quale era in corso un ricevimento. Aroldo Cramoli, un giornalista che è tra gli invitati, inizia indagini per conto proprio, rinvenendo sul luogo del delitto una chiave e un mozzicone di sigaretta: gli indizi si concentrano su Marcello Barra, un guardiacaccia che viene arrestato benché si dichiari innocente. La sera stessa ladri ignoti penetrano nella casa del banchiere, asportandone carte e una fotografia. Nel corso del processo risulta che l'imputato lo aveva minacciato perché corteggiava sua cognata. Dalla deposizione del giornalista emergono inoltre particolari circa i suoi rapporti con un'altra donna, Leda Astorri. Lei ammette di essersi recata più volte dal Calandri per intercedere a favore del fratello Antonio Bardi, che ha firmato incautamente a vuoto una cambiale che è in possesso del banchiere: quest'ultimo, invaghito di lei, con un ricatto le aveva promesso di non mandarla in protesto facendo così scoprire la truffa ai suoi danni, a patto che diventasse la sua amante. Leda rivela tutto al marito Carlo, e ancora in preda allo sconvolgimento avrebbe ucciso il Calandri. Dalla ricostruzione del delitto effettuata nel giardino della villa, risulta però che la signora non può raggiungere la fondina dell'arma nel punto in cui è stata rinvenuta a causa della sua bassa altezza e dunque le dichiarazioni rilasciate non corrispondono alla verità. La situazione s'ingarbuglia quando ai giudici viene recapitata la lettera di uno sconosciuto che si rivela essere proprio Antonio Bardi, il fratello di Leda: costui, avendo saputo dal giornale che sua sorella è coinvolta nel processo, ribadendo la propria innocenza, prima di togliersi la vita annegandosi in un fiume la scagiona. La soluzione sembra lontana fino a quando un particolare rivelato dal giardiniere della villa fa smascherare il colpevole.

## Produzione
Corte d'Assise fu realizzato negli stabilimenti romani della Cines nell'autunno del 1930, usando la tecnica di registrazione RCA Photophone.
Ebbe il visto di censura n. 26.214 il 30 dicembre 1930.

## Distribuzione
Il film raggiunse le sale cinematografiche italiane nel gennaio del 1931.

### Edizioni home video
Il film è stato pubblicato per la prima volta in DVD nel novembre del 2019 dalla Ripley's Home Video come sesto titolo della collana "Perduti nel buio", dedicata ai film invisibili del cinema italiano. Tra gli extra il trailer della riedizione del dopoguerra e la Rivista Cines n. 5, che si proiettava all'epoca nelle sale in abbinamento al film.